# ویروس خراشک حلقوی میخک
ویروس خراشک حلقوی میخک (انگلیسی: Carnation etched ring virus) یا CERV) یک ویروس گیاهی است که باعث ایجاد علائم مختلفی در گیاه میخک می‌شود، از جمله لکه‌های حلقوی یا خطوط زرد یا سفید روی برگ‌ها، بدشکلی گل‌ها و کوتولگی گیاه. این ویروس از طریق قلمه‌های آلوده و برخی گونه‌های شته‌ها منتقل می‌شود و می‌تواند باعث کاهش قابل توجه کیفیت و کمیت گل‌های میخک شود.